# 高解析度立體相機
高解析度立體相機（英語：High Resolution Stereo Camera，縮寫：HRSC）是搭載於歐洲太空總署火星探測器火星快車號上的照相機。該攝影機拍攝影像可製成解析度10 m/pixel的火星表面全彩3D影像，特定區域更可拍攝解析度高達2 m/pixel影像。

## 技術
HRSC 是由柏林自由大學和德國航空太空中心所研製，可以繪製火星表面立體地形圖。該儀器有四個主要部分：相機鏡頭、超高解析度頻道（Super Resolution Channel，SRC）、儀器構架和數位影像處理單元。在250公里高處 HRSC 的超高解析度頻道可拍攝面積2.35平方公里，解析度2.3 m/pixel的火星表面影像，並有其他9個頻道可製作数字地面模型。以 HRSC 拍攝影像製成数字地面模型精確度高於以火星全球探勘者號的火星軌道雷射測高儀所製成的。HRSC 的團隊同時也開發搭載於飛機上進行航測的版本 HRSC-AX，以及俄羅斯火星96任務搭載的類似儀器。

## 外部連結
- ESA - High Resolution Stereo Camera （页面存档备份，存于）
- Aeolis Mons (Mt. Sharp) and Gale - Image/HRSCview （页面存档备份，存于）
- Aeolis Mons (Mt. Sharp) - HRSCview （页面存档备份，存于） (oblique view looking east)
- HRSC + Phobos （页面存档备份，存于）